# 日本文理大学チアリーディング部
日本文理大学チアリーディング部（にっぽんぶんりだいがくチアリーディングぶ）は、日本のチアリーディングのチーム。
日本文理大学の学生で構成されている。チーム名称は「BRAVES（ブレーブス）」。

## 概要
1994年創部。当初は女子学生のみのチームであった。
1999年から男子学生を部員に迎え入れるようになり、男女混成チームとなる。
2004年に全日本選抜選手権大会で準優勝。2005年にチアリーディング日本選手権大会（JAPAN CUP）で初優勝。以来、2010年のアジアインターナショナルオープンチャンピオンシップまで全国大会15連覇を達成した。
2010年、第24回チアリーディング日本選手権大会に参加費を日本チアリーディング協会に期限までに振り込まなかった不備があったことで、参加資格を喪失したため不参加となり、全国大会連覇の記録がこの大会で途絶えた。

## 大会以外の活動
例年10月の一木祭および3月にチアリーディング部の公演を開催している。2012年度は2013年3月9日と10日に大分県のiichiko総合文化センター音の泉ホールで2回行われた。3月20日に福岡県のキャナルシティ劇場で行われた。

## 監督
- 柿田智之

## メンバー・幹部
- 柿田智之

## 戦績
2004年
全日本選抜選手権大会 準優勝
2004年6月
ヨーロッパ選手権出場
2005年
第12回 九州チアリーディング選手権大会 優勝
第19回 JAPAN CUPチアリーディング日本選手権大会 優勝(初優勝)
第17回 全日本学生チアリーディング選手権大会優勝(2連覇)
2006年
全日本選抜チアリーディング選手権大会 総合優勝 男女混成部門第1位(3連覇)
第13回 九州チアリーディング選手権大会 優勝
第20回 JAPAN CUPチアリーディング選手権大会 優勝(4連覇) 280.5点
第18回 全日本学生チアリーディング選手権大会 優勝(5連覇・2006年全大会制覇)
ヨーロッパ選手権出場(ノルウェー・オスロ)
大分市長表彰受賞
2007年
第1回 アジアインターナショナルオープンチャンピオンシップ 優勝(6連覇)
第14回 九州チアリーディング選手権大会 優勝
第21回 JAPAN CUPチアリーディング選手権大会 優勝(7連覇) 281.0点(日本歴代最高得点)
第19回 全日本学生チアリーディング選手権大会 優勝(8連覇・2007年全大会制覇)
大分市長表彰受賞
大分合同新聞スポーツ賞受賞
2008年
第2回 アジアインターナショナルオープンチャンピオンシップ 優勝(9連覇)
第15回 九州チアリーディング選手権大会 優勝
第22回 JAPAN CUPチアリーディング選手権大会 優勝(10連覇)
第20回 全日本学生チアリーディング選手権大会 優勝(11連覇・2008年全大会制覇)
大分県賞詞受賞
大分市長表彰受賞
2009年
第3回 アジアインターナショナルオープンチャンピオンシップ 優勝(12連覇)
第16回 九州チアリーディング選手権大会 優勝
第23回 JAPAN CUPチアリーディング選手権大会 優勝(13連覇)
第21回 全日本学生チアリーディング選手権大会 優勝(14連覇・2009年全大会制覇)
2010年
第4回 アジアインターナショナルオープンチャンピオンシップ 準優勝(男女混成部門 優勝)
第17回 九州チアリーディング選手権大会 不参加
第24回 JAPAN CUPチアリーディング選手権大会 不参加
第22回 全日本学生チアリーディング選手権大会 第3位
2011年
第5回 アジアインターナショナルオープンチャンピオンシップ 不参加
第18回 九州チアリーディング選手権大会 優勝
第25回 JAPAN CUPチアリーディング選手権大会 優勝
第23回 全日本学生チアリーディング選手権大会 優勝
2012年
大分県賞詞受賞
第26回 JAPAN CUPチアリーディング選手権大会 準優勝
第24回 全日本学生チアリーディング選手権大会 準優勝
2013年
第20回 九州チアリーディング選手権大会 総合優勝
第27回 JAPAN CUPチアリーディング選手権大会 DIVISION 1 優勝

## テレビ取材
全国大会での実績があることから、何度かテレビ番組で取材され、紹介されている。
- めんたいワイド（福岡放送）[いつ?]
- スッキリ!!（日本テレビ）[いつ?]
- 発見!人間力（テレビ朝日、2009年2月21日）[7]
- キズナのチカラ（BS日テレ）[いつ?]
- 未来シアター（日本テレビ、2014年10月10日）[8]